# Nasutonops
Genre
Nasutonops est un genre d'araignées aranéomorphes de la famille des Caponiidae.

## Distribution
Les espèces de ce genre sont endémiques du Brésil. Elles se rencontrent dans les États de Bahia et du Pernambouc.

## Description
Les espèces de Nasutonops comptent six yeux.

## Liste des espèces
Selon World Spider Catalog (version 17.5, 09/10/2016) :
- Nasutonops chapeu Brescovit & Sánchez-Ruiz, 2016
- Nasutonops sincora Brescovit & Sánchez-Ruiz, 2016
- Nasutonops xaxado Brescovit & Sánchez-Ruiz, 2016

## Publication originale
- Brescovit & Sánchez-Ruiz, 2016 : Descriptions of two new genera of the spider family Caponiidae (Arachnida, Araneae) and an update of Tisentnops and Taintnops from Brazil and Chile. ZooKeys, no 622, p. 47-88 (texte intégral).